# قهرمانی وزنه‌برداری جهان ۱۹۰۹
قهرمانی وزنه‌برداری جهان ۱۹۰۹ دوازدهمین دوره از رقابت‌های قهرمانی جهان می‌باشد که ۳ اکتبر و ۲ دسامبر ۱۹۰۹ در وین، اتریش-مجارستان برگزار گردید. ۲۳ ورزشکار مرد از ۳ کشور در این دوره رقابت کردند.
وزنه‌برداران اتریش تمام مدال‌ها را کسب کردند.

## خلاصه مدال‌ها
| رویداد          | طلا                  | نقره                  | برنز                     |
| میان‌وزن ۸۰ ک‌گ   | Johann Eibel · اتریش | Josef Hofböck · اتریش | Anton Lenz · اتریش       |
| سنگین‌وزن ۸۰+ ک‌گ | Josef Grafl · اتریش  | Karl Swoboda · اتریش  | Berthold Tandler · اتریش |

## جدول مدال‌ها
| رتبه           | کشور           | طلا | نقره | برنز | مجموع |
| -------------- | -------------- | --- | ---- | ---- | ----- |
| ۱              | اتریش          | ۲   | ۲    | ۲    | ۶     |
| مجموع (۱ کشور) | مجموع (۱ کشور) | ۲   | ۲    | ۲    | ۶     |